# Úlcera venosa
Les úlceres venoses són una pèrdua de continuïtat a la pell, generalment de les cames, que es creu que es produeixen a causa d'un funcionament incorrecte de les vàlvules venoses que produeixen varices, denominant-se així també com a úlceres varicoses.:846 Són les principals causes de ferides cròniques, que es produeixen en el 70% al 90% dels casos d'úlcera de la cama. Les úlceres venoses es desenvolupen principalment al llarg de la part distal o medial de la cama i poden ser doloroses amb efectes negatius sobre la qualitat de vida.
L'exercici físic juntament amb mitges de compressió augmenta la curació. Les directrius de NICE recomanen que tothom que tingui una úlcera venosa de la cama, encara que estigui curada, hauria de derivar-se a un "servei vascular" per a la seva avaluació amb una ecografia Doppler venosa i la possibilitat d'intervenció.